# Journal des dames et des modes
Ne doit pas être confondu avec Journal des Dames ou Journal des dames et des modes (1912-1914).
Le Journal des dames et des modes est l'une des premières revues de mode illustrées françaises, créée en 1797 par le libraire Sellèque, reprise en 1801 par Pierre Antoine Leboux de La Mésangère et disparue en 1839. Ce périodique a paru sous plusieurs noms : Journal des dames, Costumes parisiens, Journal des modes ou Journal des dames, Journal de la Mésangère et enfin Gazette des salons pour ses dernières parutions.
Le titre est repris en 1912 par Tom Antongini et George Barbier.

## Histoire

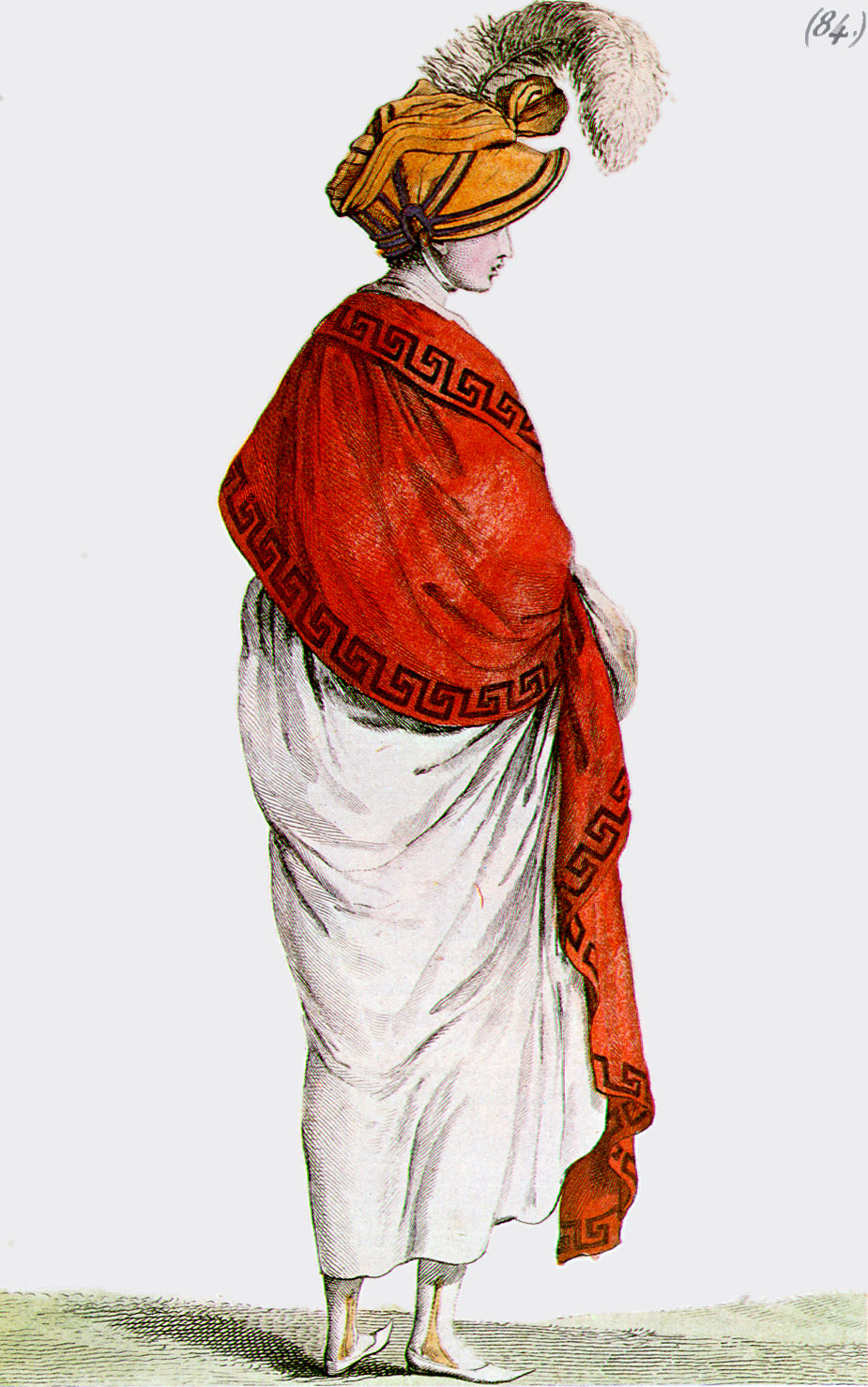
Robe à la grecque et châle rouge, Costumes parisiens, 1799

### Contexte
La Révolution avait été une période de rupture et de simplicité vestimentaire, notamment pour les femmes. Sous la Terreur, les signes de luxe et de richesse pouvaient être interprétés comme une provocation,. Les coiffures poudrées, par exemple, disparurent. Il avait même été un temps question d'élaborer une tenue du citoyen français pour laquelle David réalisa quelques projets restés sans lendemain. Les choses changèrent à l'avènement du Directoire, signal d'un retour à une certaine frivolité, mais aussi à la liberté. Les deux égéries les plus en vue de la mode féminine de l'époque étaient Madame Tallien et Joséphine de Beauharnais, qui venait d'épouser le général Bonaparte. Les élections d'avril 1797 renvoyèrent une majorité royaliste et accélèrent le retour à des modes qui matérialisaient les distinctions sociales, distinctions qui s'étaient fondues dans le « débraillé » révolutionnaire égalitariste ou prudent.

### Les débuts

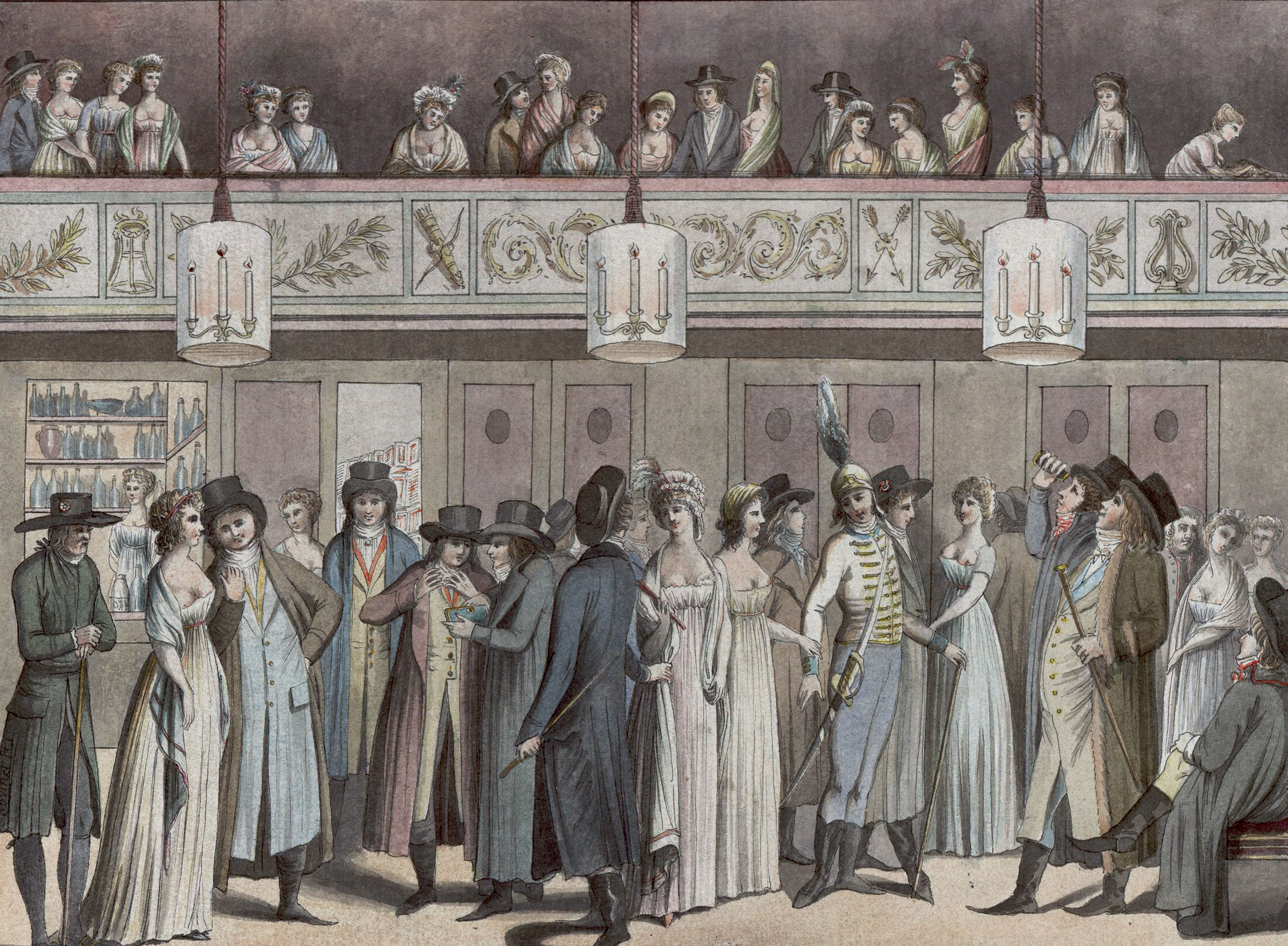
Louis Binet, Foyer du théâtre Montansier : Voir et être vu.

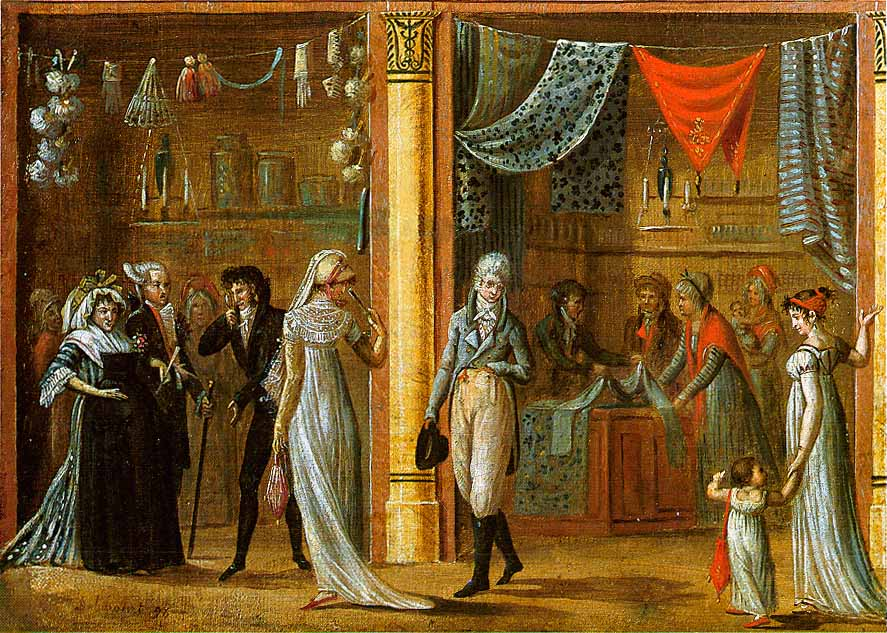
Philibert-Louis Debucourt, Promenade de la galerie du Palais-Royal, 1798.

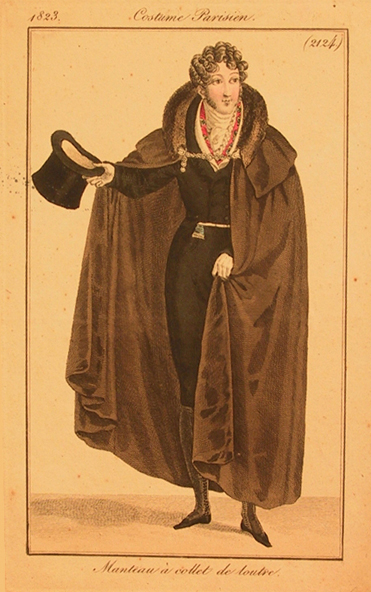
Costume de ville masculin, 1823.

Précédé par le Cabinet des modes disparu en 1793, le retour à la liberté vestimentaire s'accompagna en 1797 de l'apparition de revues spécialisées : Tableau général du Goût, des Modes et Costumes de Paris, de Francesco Bonafide, et Le Journal des Dames et des modes, lancé par le libraire Jean-Baptiste Sellèque que rejoignit l'abbé La Mésangère. Celui-ci avait été professeur à La Flèche, poste qu'il avait perdu après les guerres en Vendée sous la Révolution. Il se lança dans la rédaction d'ouvrages didactiques, puis dans le journalisme. La Mésangère touchait à tous les aspects de la revue, dessinant, composant les légendes des illustrations, rédigeant des articles. Il courait Paris à l'affût de nouveautés dont il faisait ensuite le blâme ou l'éloge dans le Journal des dames. En effet, la royauté disparue, ce n'était plus la cour qui faisait ou défaisait la mode, mais les endroits courus de la capitale, promenades, théâtres, bals, où l'on s'affichait dans des tenues nouvelles et audacieuses élaborées par les couturiers, couturières et « modistes », terme qui était en train de remplacer celui de « marchandes de modes »,.
Le journal devait faire huit pages, plus une ou deux gravures de mode. Il fut lancé à grand renfort de prospectus, qui annonçaient sur l'air de Cadet Rousselle :

« C'est chez Sellèque et chez Dentu
Qu'au moyen d'un petit écu
À Paris chacun peut souscrire
Pour trois mois. C'est le cas de dire : 
Eh ! Eh ! Eh ! Mais vraiment, 
Faudrait ne pas avoir d'argent ! »

En décembre 1800, Sellèque fut touché par l'attentat de la rue Saint-Nicaise, et Mésangère reprit la direction du journal après son décès le 1er janvier 1801. Il y publia notamment le premier jet de ce qui allait devenir le Dictionnaire des proverbes, paru en 1823.

### L'âge d'or du «Moniteur de la mode»
Le journal connut son apogée sous le consulat et l'empire. Entouré d'une cour somptueuse, qui aspirait à rivaliser avec celle de l'ancien régime mais manquait parfois d'assurance et de discernement, Napoléon le recommandait comme guide du bon goût. Des actrices, comme la toute jeune Mademoiselle George, mettaient en valeur les créations des modistes que consultait La Mésangère. Les dames de la cour adoptaient ces nouveaux modèles que les autres femmes copiaient à leur tour. Le goût des modes à l'antique, auxquelles David avait contribué, avait défrayé la chronique par ses excès. Un nouveau public de lecteurs, notamment des femmes, était avide de nouveautés et de conseils. Le Journal des Dames lui offrait cette information, tout en se faisant la vitrine de l'industrie textile et du savoir-faire français. Le Tableau général de Bonafide disparut rapidement, alors que le journal de La Mésangère s'installait durablement dans le monde de la presse et de la mode.

### Le déclin et la fin
Les finances du journal avaient connu des hauts et des bas. À la mort de La Mésangère en 1831, le journal passa entre les mains du propriétaire de La Mode, le baron Dufougerais jusqu'en 1834. Les nouveaux rédacteurs tentèrent de relancer la revue, mais les temps avaient changé. La monarchie de Juillet se réclamait de valeurs bourgeoises et les extravagances sartoriales n'étaient plus à la mode. La revue survécut encore quelques années avant de s'arrêter en 1839, et après avoir été relancée en juillet 1838 sous le titre Gazette des salons, Journal des dames et des modes (dernier numéro, le 19 janvier 1839). Le dernier directeur fut Marie de L’Épinay, baronne de Bruchez (1802-1864).

## La revue

### Aspect pratique
La revue était disponible aux abonnés au prix initial de 30 francs par an, 16 francs par trimestre et neuf francs par mois. On pouvait souscrire un abonnement auprès de la librairie Sellèque, rue des Francs-Bourgeois et place Saint-Michel, ainsi que chez Dentu, libraire au Palais-Royal, rebaptisé Palais-Égalité pendant la Révolution.
Au bout de deux ans, les propriétaires ouvrirent une souscription, proposant à leur lecteurs une édition reliée des deux premières années du journal avec 63 planches gravées et « coloriées », au prix de 30 francs.

### Fabrication

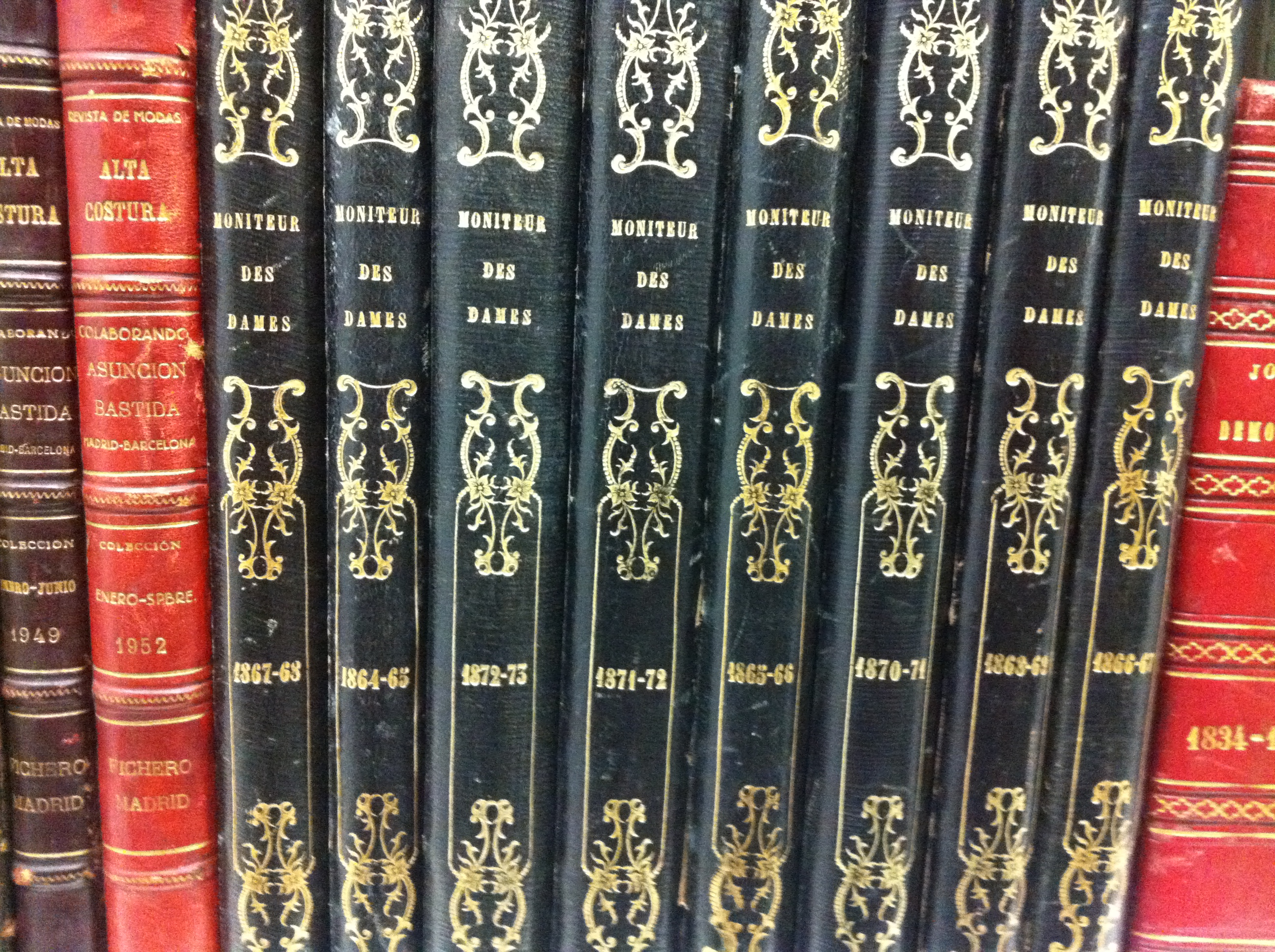
Moniteur des dames

La fabrication de la revue faisait intervenir un grand nombre d'acteurs. La partie la plus compliquée à gérer était la production des gravures de mode. Un artiste tel que Carle Vernet, Philibert-Louis Debucourt, Bouchardy, et plus tard Louis-Marie Lanté et Paul Gavarni, faisait un croquis aquarellé, qu'il soumettait à l'approbation de La Mésangère. Parfois deux artistes se partageaient le travail, l'un étant chargé de croquer la posture du modèle, l'autre de la représentation exacte du costume. Ces études préparatoires étaient ensuite gravées à l'eau-forte et au burin par des graveurs tels qu’Étienne-Charles Voysard, Georges-Jacques Gatine ou Pierre-Charles Baquoy,. Intervenaient alors les graveurs en lettres chargés des titres et de la légende des gravures. Les plaques étaient livrées à l'imprimeur qui devait les sortir sur ses presses. C'était ensuite le tour des enlumineuses de peindre les épreuves au pochoir. Il leur fallait environ trois jours pour terminer l'ensemble des gravures. Les articles imprimés et les gravures étaient ensuite confiés aux plieuses qui ne pouvaient intervenir que lorsque les épreuves étaient sèches. La tâche de coordonner tous ces intervenants était un véritable casse-tête pour La Mésangère et il advint plusieurs fois que des retards obligent les gravures décrites dans un numéro à paraître dans un des numéros suivants.

### Contenu

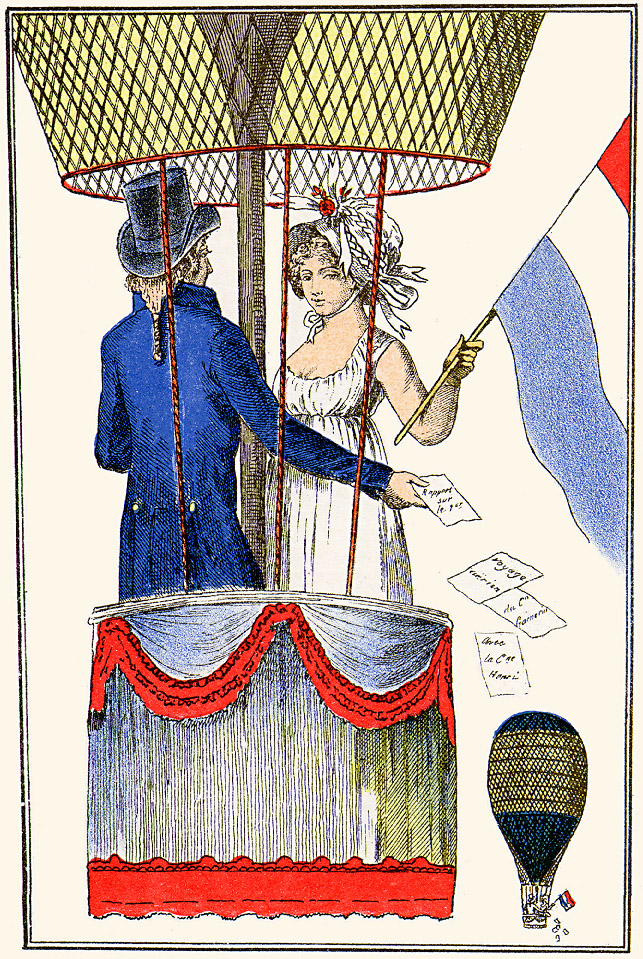
Gravure d'actualité : « Ascension en Montgolfière par le physicien Garnerin et la Citoyenne Henri », 1798.

La revue était consacrée aux modes féminines mais aussi masculines. Elle portait un intérêt tout particulier aux accessoires, notamment les chapeaux et les écharpes, et ne négligeait, plaisante Jules Janin, ni « le gant, l'éventail, la lorgnette, le lorgnon ». Elle s'intéressait aux chaussures et à la façon de les entretenir. Les coupes de cheveux à la mode, « en femme insensible, à la Robespierre, à la Marat » y étaient répertoriées. On y donnait des conseils pour la toilette. Le ton des articles n'est pas dépourvu d'un zeste de satire :

« Lunette à deux branches. Comme c'est purement un objet de mode, on se garde bien d'en produire qui n'aient qu'un seul verre, ou qui soient d'une autre forme ; sur-tout (sic) d'en faire usage pour lire ; on aurait l'air d'en avoir besoin. On les prend pour ne rien voir. »

Le rédacteur en chef courait tout Paris, notamment les spectacles et les lieux de promenade, pour observer et croquer les dernières modes.
Elle comportait également des articles basés sur des faits divers de l'actualité. L'éditorial du numéro XXV, par exemple, daté du 30 thermidor an VI, est consacré aux violences faites aux femmes et prône un retour aux valeurs courtoises. Les allusions à l'actualité politique se faisaient sur un ton léger, par exemple cet article où la guerre avec l'Autriche et l'Angleterre n’est évoquée que dans la mesure où elle prive le glacier parisien Tortoni de sa matière première et l'oblige à fermer ses portes. Ou encore celui-ci :

« Tandis que le congrès de Rastadt s'occupe de donner la paix à l'Europe, la police vient ici de déclarer une guerre à outrance aux États de Cythère. »

La revue tenait ses lecteurs au courant de l'actualité des spectacles parisiens : « La troisième représentation d'Orphée, qui devait avoir lieu le 20, est remise au 25, et en cas de mauvais tems (sic), au 26 ». Une des attractions de la fin du XVIIIe siècle étaient les aérostats, dont les lâchés sont fréquemment mentionnés. Elle contenait des poèmes, des chansons, avec l'indication de l'air populaire sur lequel il convenait de les chanter, des contes et nouvelles composés ou traduits en français. Elle offrait des charades, dont la solution paraissait dans le numéro suivant, posait des questions auxquelles les lecteurs (ou le rédacteur lui-même) pouvaient répondre, et se faisait l'écho de publications intéressantes, tant françaises qu’internationales, tant scientifiques et philosophiques que littéraires.
La partie restée la plus populaire, même aujourd'hui, de ce journal sont les plaques gravées qui l'accompagnaient, et que La Mésangère commentait et titrait lui-même.

## Réception

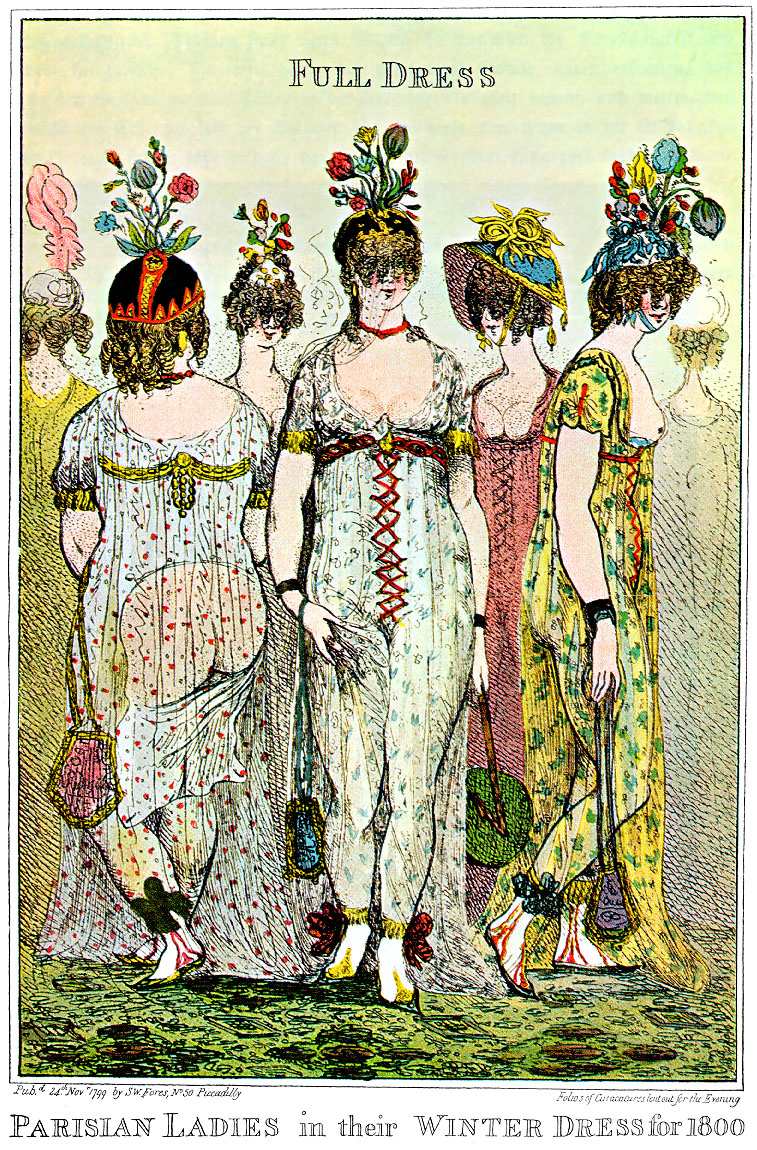
Parodie de gravure de mode par George Cruikshank (1799)

Passionné de mode, avec des idées très arrêtées sur ce qui constituait le bon et le mauvais goût, la Mésangère fit de sa revue l'arbitre des élégances parisiennes, voire européennes. Dans son Histoire de la littérature dramatique, le critique Jules Janin lui consacre quelques pages amusées où il le présente en « tyran de la mode ». Il note non sans malice que le Journal des dames et des modes traversa les années troublées du Consulat, de l'Empire et de la Première Restauration sans que sa publication fût jamais interrompue et sans essuyer les foudres de la censure.
Le succès de la revue se mesure au nombre de plagiats et de contrefaçons qui fleurirent dès 1798 tant à Paris qu'à l'étranger, notamment en Allemagne où, selon Kleinert, elles « pullulent », mais aussi en Autriche, Danemark, Pays-Bas, Italie, Suède et Russie, au grand dam des auteurs. Le valet de chambre de Napoléon note sa présence lors d’un séjour en Allemagne, aux côtés d'un autre magazine français. Les magazines étrangers comme le Ladies' Magazine londonien recopiaient les modèles parisiens en les adaptant aux usages plus pudiques des Anglais, tandis que les caricaturistes comme George Cruikshank se faisaient un plaisir de les railler.
Pour les historiens, le journal de La Mésangère s'avéra rapidement une véritable encyclopédie du costume et de la décoration de la fin de la Révolution, du Consulat et de l'Empire :

« Il serait trop long d’entrer dans le détail de toutes les formes de costume pour les hommes, depuis le commencement du gouvernement impérial jusqu'à la Restauration. On peut consulter, à ce sujet, le Journal des modes de monsieur de La Mésangère. »